# Ariel Atias (Politiker)

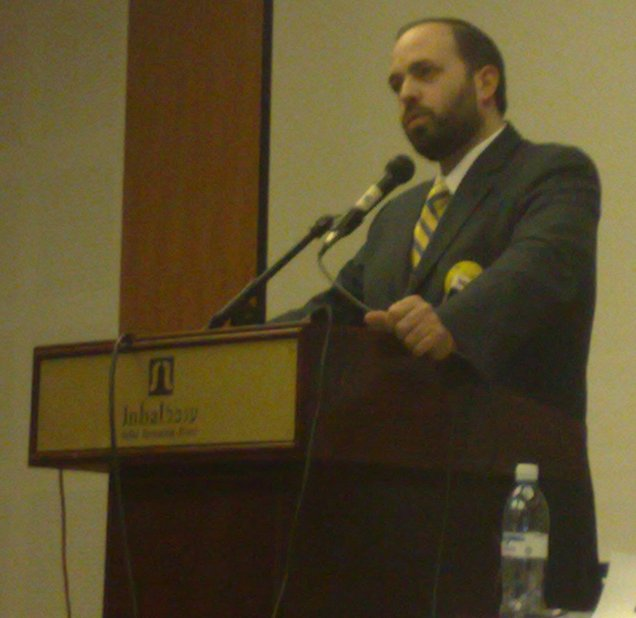
Ariel Atias

Ariel Atias (hebräisch אריאל אטיאס; * 13. November 1970 in Tel Aviv) ist ein israelischer Politiker, der Abgeordneter der Knesset für die Schas-Partei und Minister für Bauen und Wohnen war.

## Leben
Atias wuchs in Bnei Berak auf; seine Eltern waren 1968 aus Marokko nach Israel eingewandert.
Atias wurde über die Liste der Schas nach den Wahlen 2006 in die Knesset gewählt. Im Mai 2006 wurde er zum Minister für Kommunikation ernannt. 2007 versuchte er, ein Gesetz durchzubringen, das im Internet die Darstellung von Gewalt und Sex sowie Glücksspiele zensiert.
Nach den Wahlen 2009 konnte er seinen Sitz im Parlament behalten und wurde zum Minister für das Wohnungswesen bestimmt.
Atias spricht sich für eine räumliche Trennung sowohl von jüdischen und arabischen Bewohnern Israels als auch von religiösen und säkularen Juden aus. Bei einer Konferenz der Israelischen Rechtsanwaltskammer sagte er:
„Ich, als ein orthodoxer Jude, denke nicht, dass religiöse Juden in demselben Viertel leben sollten wie säkulare Paare, damit unnötige Spannungen vermieden werden.“
Über die arabische Bevölkerung Israels meinte er ferner:
„Ich sehe es als nationale Pflicht an, die Ausbreitung einer Bevölkerungsgruppe zu verhindern, die, gelinde gesagt, den Staat Israel nicht liebt.“
Atias ist verheiratet, Vater von vier Kindern und wohnt in Jerusalem.